# Неравенство Бернштейна (математический анализ)
Неравенство Бернштейна связывает норму производной многочлена с нормой самого многочлена.

## Формулировка
Пусть {\displaystyle f_{n}} — вещественнозначный тригонометрический многочлен степени {\displaystyle n}, тогда:
{\displaystyle \|f_{n}'\|_{\infty }\leqslant n\cdot \|f_{n}\|_{\infty }}.

## История
- Неравенство с константой {\displaystyle 2n} было установлено российским математиком Сергеем Натановичем Бернштейном в 1912 году.
- Уточнение было получено Эдмундом Ландау, он доказал неравенство с оптимальной константой {\displaystyle n}.
- В 1914 году Марсель Рис перенёс последнее неравенство на случай тригонометрических полиномов с произвольными комплексными коэффициентами.
- А. Зигмунд в 1933 году перенес его на пространства {\displaystyle L^{p}} при {\displaystyle p\geqslant 1}:
{\displaystyle \|f_{n}'\|_{p}\leqslant n\|f_{n}\|_{p}}.
- В. В. Арестов в 1979 году доказал справедливость неравенства и при {\displaystyle 0<p<1}.
- Кроме того, стали развиваться и так называемые неравенства Бернштейна для разных метрик вида

{\displaystyle \|f_{n}'\|_{p}\leqslant C(n,p)\|f_{n}\|_{\infty }}.